# Altenkirchen (Rügen)
Altenkirchen (Ausspracheⓘ) ist eine Gemeinde im Landkreis Vorpommern-Rügen auf der zu Rügen gehörenden Halbinsel Wittow in Mecklenburg-Vorpommern. Sie wird vom Amt Nord-Rügen mit Sitz in der Gemeinde Sagard verwaltet. Bekannt ist die Pfarrkirche in Altenkirchen, die dem Ort den Namen gab.

## Geografie und Ortsgliederung
Altenkirchen liegt zwischen der Tromper Wiek im Osten und der offenen Ostsee im Norden. Das Gemeindegebiet umfasst den mittleren Teil der Halbinsel Wittow. Das leicht hügelige Gemeindegebiet ist bis auf die Küstenwälder im Norden und Osten fast waldfrei und wird größtenteils landwirtschaftlich genutzt.
Im Norden der Gemeinde verläuft ein Hochuferweg entlang der Ostseeküste bis zum Kap Arkona. Dieser Weg tangiert das Erholungsgebiet Bakenberg mit Sandstrand unterhalb der Steilküste und des Küstenwalds.
Umgeben wird Altenkirchen von den Nachbargemeinden Putgarten im Nordosten, Breege im Süden, Wiek im Westen sowie Dranske im Nordwesten.
Zur Gemeinde gehören neben Altenkirchen die Ortsteile:
- Drewoldke
- Gudderitz
- Lanckensburg
- Mattchow
- Presenske
- Schwarbe
- Zühlitz

## Geschichte
Mit dem Bau der Kirche wurde vermutlich schon um 1185 begonnen. In ihr wurde ein Stein aus der Jaromarsburg verbaut, dem Heiligtum des Svantovit von Kap Arkona. Der Stein wird Priesterstein oder Svantevitstein genannt. Ludwig Gotthard Kosegarten war von 1792 bis 1808 Pfarrer an dieser Kirche.
Der Ort war bis 1326 Teil des Fürstentums Rügen und danach des Herzogtums Pommern. Mit dem Westfälischen Frieden von 1648 wurde Rügen und somit auch das Gebiet von Altenkirchen ein Teil von Schwedisch-Pommern. Im Jahr 1815 kam Altenkirchen als Teil von Neuvorpommern zur preußischen Provinz Pommern.
Ab 1818 gehörte Altenkirchen zum Kreis bzw. Landkreis Rügen. Nur in den Jahren von 1952 bis 1955 war es dem Kreis Bergen zugehörig. Die Gemeinde gehörte danach bis 1990 zum Kreis Rügen im Bezirk Rostock und wurde im selben Jahr Teil des Landes Mecklenburg-Vorpommern. Der seit 1990 wieder so bezeichnete Landkreis Rügen ging 2011 im Landkreis Vorpommern-Rügen auf.
Der abgelegene Ortsteil Drewoldke bildete für den Prediger und Fälscher Gottlieb Samuel Pristaff im 18. Jahrhundert die Lokalität für den angeblichen Runenstein von Drewoldke nach schwedischem Vorbild, der von Pristaff mit Zeichnung und Text auf Rügen und in Vorpommern in Umlauf gebracht wurde. Das Fälscherprodukt wurde von Greifswalder Gelehrten damals für echt gehalten.

### Ortsteile
Drewoldke1232 als Driuolk erstwerwähnt.
GudderitzDer größte Hof war ein Besitz der dortigen Kirchengemeinde.
LanckensburgLanckensburg hieß ursprünglich Zützitz. Im 14. Jahrhundert befand sich das Dorf im Eigentum der pommerschen Familie von Platen, im 16. Jahrhundert der Normanns, gefolgt von der Familie von Bohlen und schließlich vor 1742 von der Familie von der Lancken, die durch Umbenennung 1742 zum Namensgeber wurde. Das klassische Rittergut mit fast konstant 253 ha war somit lange im Eigentum der Familie von der Lancken-Lancken. Die Gutsbesitzer vor Ort waren sämtlich Militärs. Karl von der Lancken stand als Hauptmann in schwedischen Diensten, sein Neffe und Gutserbe Karl Gustav Julius von der Lancken (1812–1874), verheiratet mit Helene von Arnim, dagegen schon bei den Preußen. Ihr Sohn Philipp von der Lancken auf Lanckensburg (1852–1901) war Rittmeister d. R., preußischer Kammerherr und Rechtsritter des Johanniterordens. Seine Witwe Marie Sophie von Berg-Silenz blieb bis zu ihrem Tode 1938 auf dem Gut wohnhaft.
MattchowIn Mattchow bestand ein Gut mit 311 ha. Dies stand bis zum Verkauf 1838 im Besitz der Familie von der Lancken. Pächter waren lange die Erben Karl Thürkows. Eigentümerin war die Stadt Stralsund.
PresenskeDas Rittergut Presenske war einer der Stammsitze des Adelsgeschlechts derer von Bohlen. Die Familie bildete genealogisch eine eigene Familie Presenske heraus. Das Gut wurde von der Familie von der Lancken übernommen. Der in Presenske gebürtige Julius Christoph von der Lancken gründete Juliusruh. Dann gehörte das Gut der Stadt Stralsund. Pächter war Otto Peters, Verwalter Kurt Peters. Der Betrieb umfasste 257 ha.
SchwarbeNeben der staatlichen Domäne im Besitztum des preußischen Staates, verwaltet durch den Pächter Oberamtmann Franz Wegener, gab es neun große Bauernhöfe in Schwarbe.
ZühlitzIn der Ortschaft Zühlitz bestanden vor der Bodenreform sechs Bauernhöfe jeweils um die 21 ha bis 30 ha. Die Landwirtin Emma Töpfer besaß 28 ha Land.

## Politik

### Gemeindevertretung und Bürgermeister
Der Gemeinderat besteht (inkl. Bürgermeister) aus 8 Mitgliedern. Die Wahl zum Gemeinderat am 9. Juni 2024 hatte folgende Ergebnisse:
CDU 3 Sitze
DIE LINKE 1 Sitz
Einzelbewerber 4 Sitze
Bürgermeister der Gemeinde ist Oliver Reken, er wurde mit 64,78 % der Stimmen gewählt.

### Dienstsiegel
Die Gemeinde verfügt über kein amtlich genehmigtes Hoheitszeichen, weder Wappen noch Flagge. Als Dienstsiegel wird das kleine Landessiegel mit dem Wappenbild des Landesteils Vorpommern geführt. Es zeigt einen aufgerichteten Greifen mit aufgeworfenem Schweif und der Umschrift „GEMEINDE ALTENKIRCHEN * LANDKREIS VORPOMMERN-RÜGEN“.

## Sehenswürdigkeiten
- Pfarrkirche Altenkirchen: Eine romanische, dreischiffige Pfeiler-Basilika von 1168, neben der St.-Marien-Kirche in Bergen die älteste Kirche auf Rügen. Apsis und Chor wurden um 1200 vollendet. Das 6-jochige ursprünglich flachgedeckte Langhaus erhielt in der Spätgotik ein Kreuzrippengewölbe. Der freistehende Glockenstuhl der Kirche stammt aus dem 17. Jahrhundert. Unter den vorhandenen alten Grabwangen auf dem Friedhof befindet sich das Grab des Dichters, Pastors und Professors Ludwig Gotthard Kosegarten.
- Lanckensburg: Das Gutshaus wurde in den 1960er Jahren abgerissen. Von dem englischen Landschaftspark, der Ende des 19. Jahrhunderts angelegt wurde, ist nichts mehr zu erkennen. Von der Gutsanlage blieb der mächtige Stallspeicher erhalten, der jedoch verfällt.

Altenkirchen
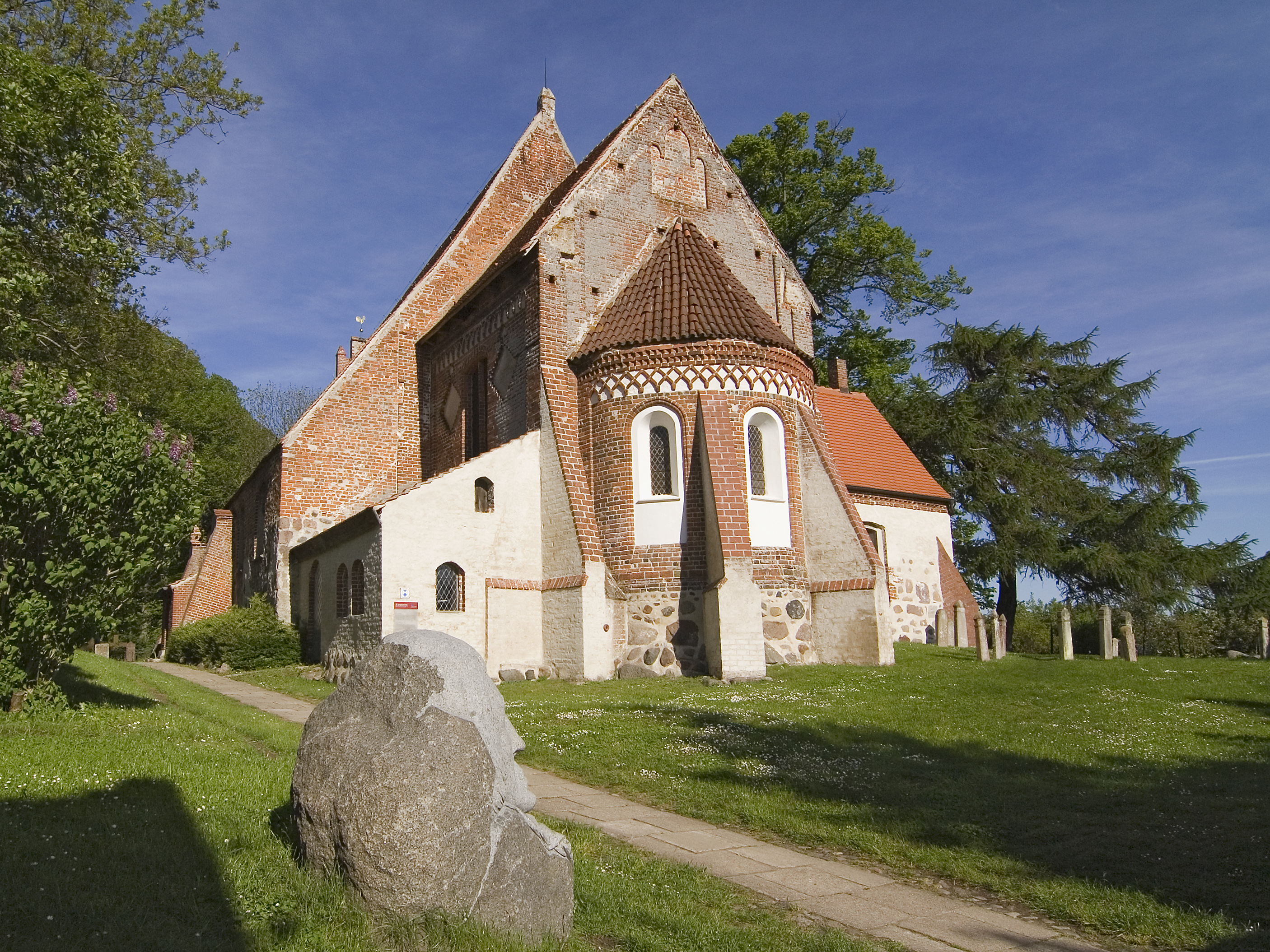
Pfarrkirche Altenkirchen
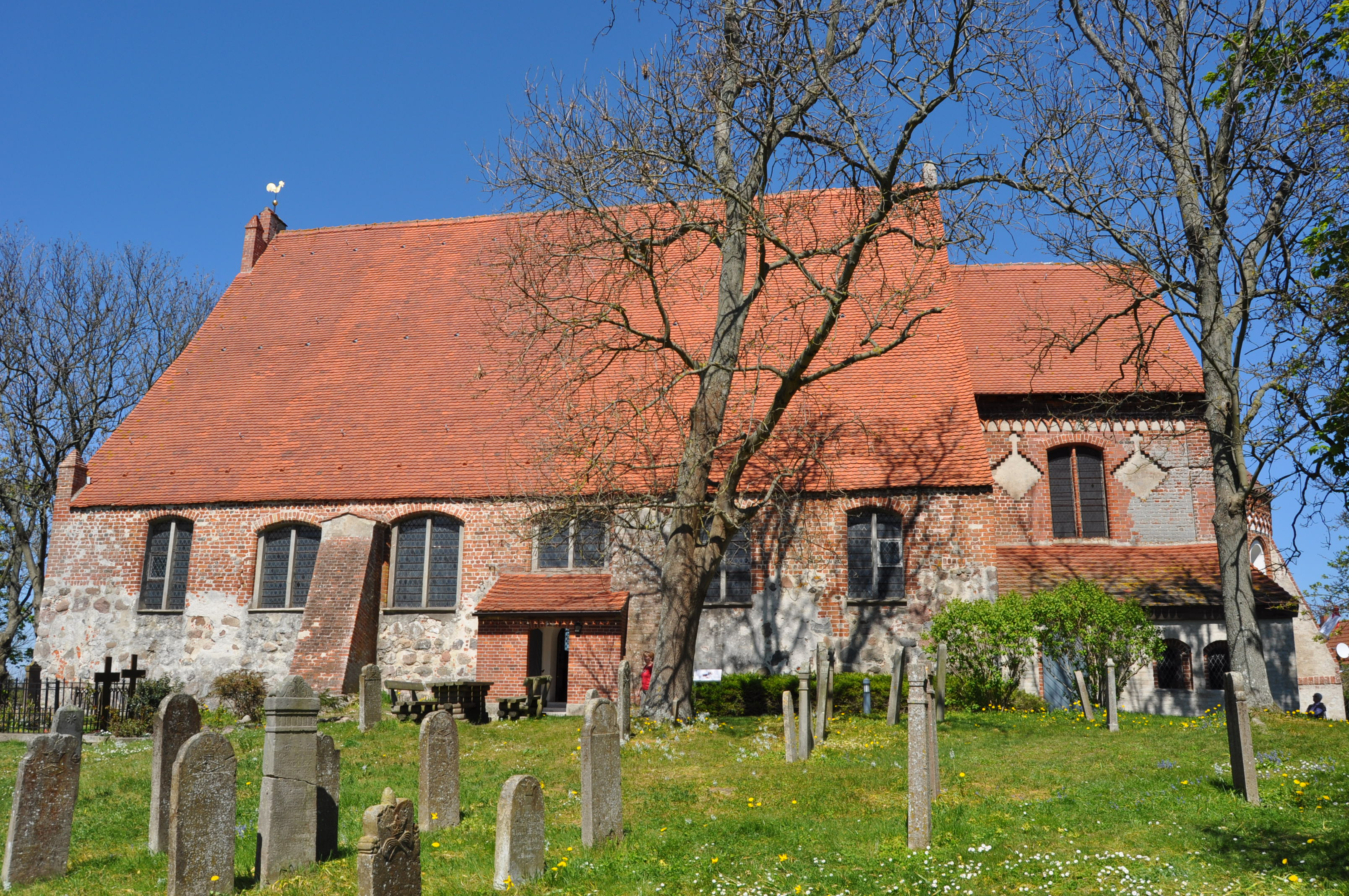
Kirche und Kirchhof Altenkirchen mit den Grabwangen
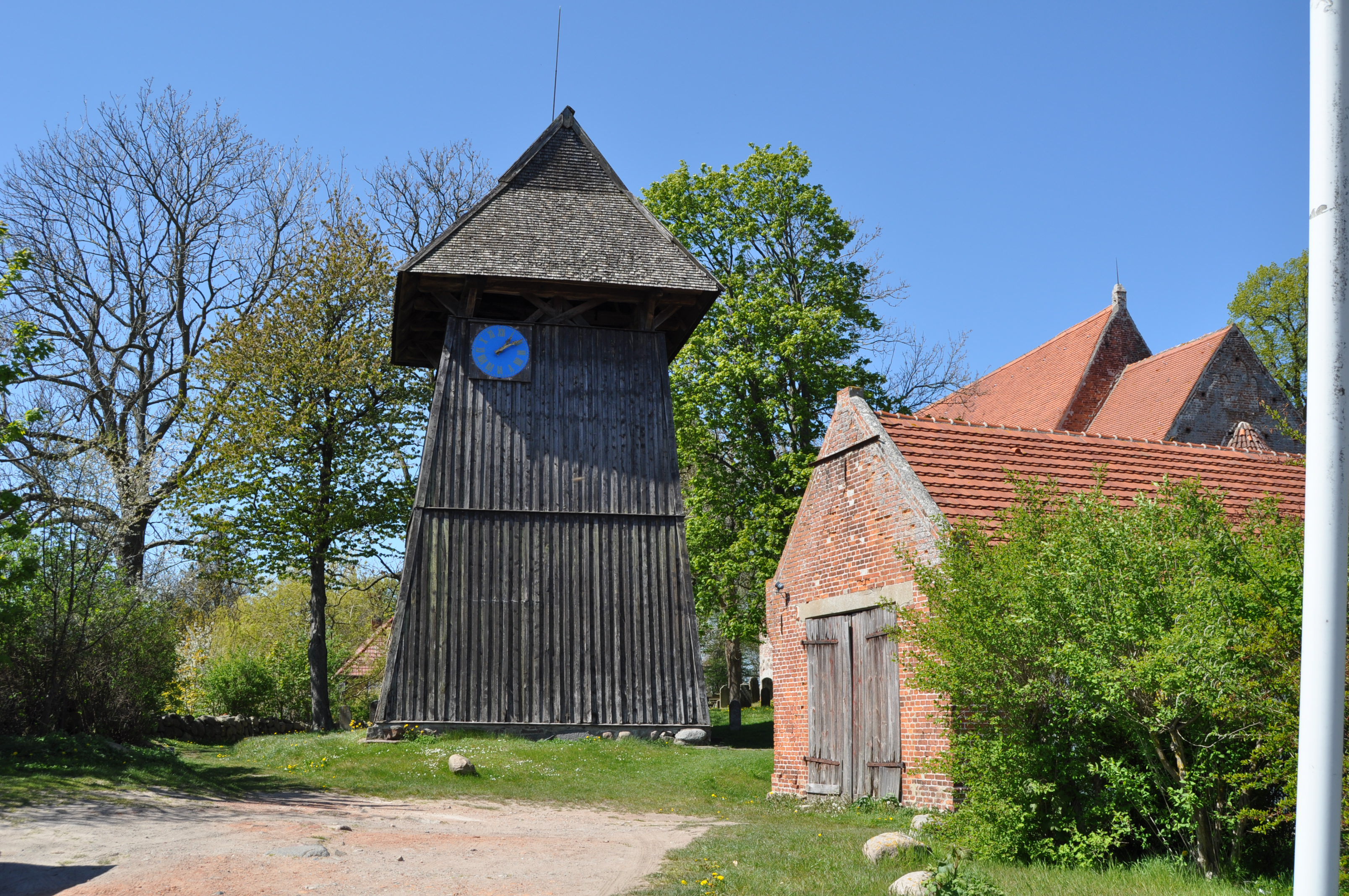
Uhren- und Glockenturm Altenkirchen
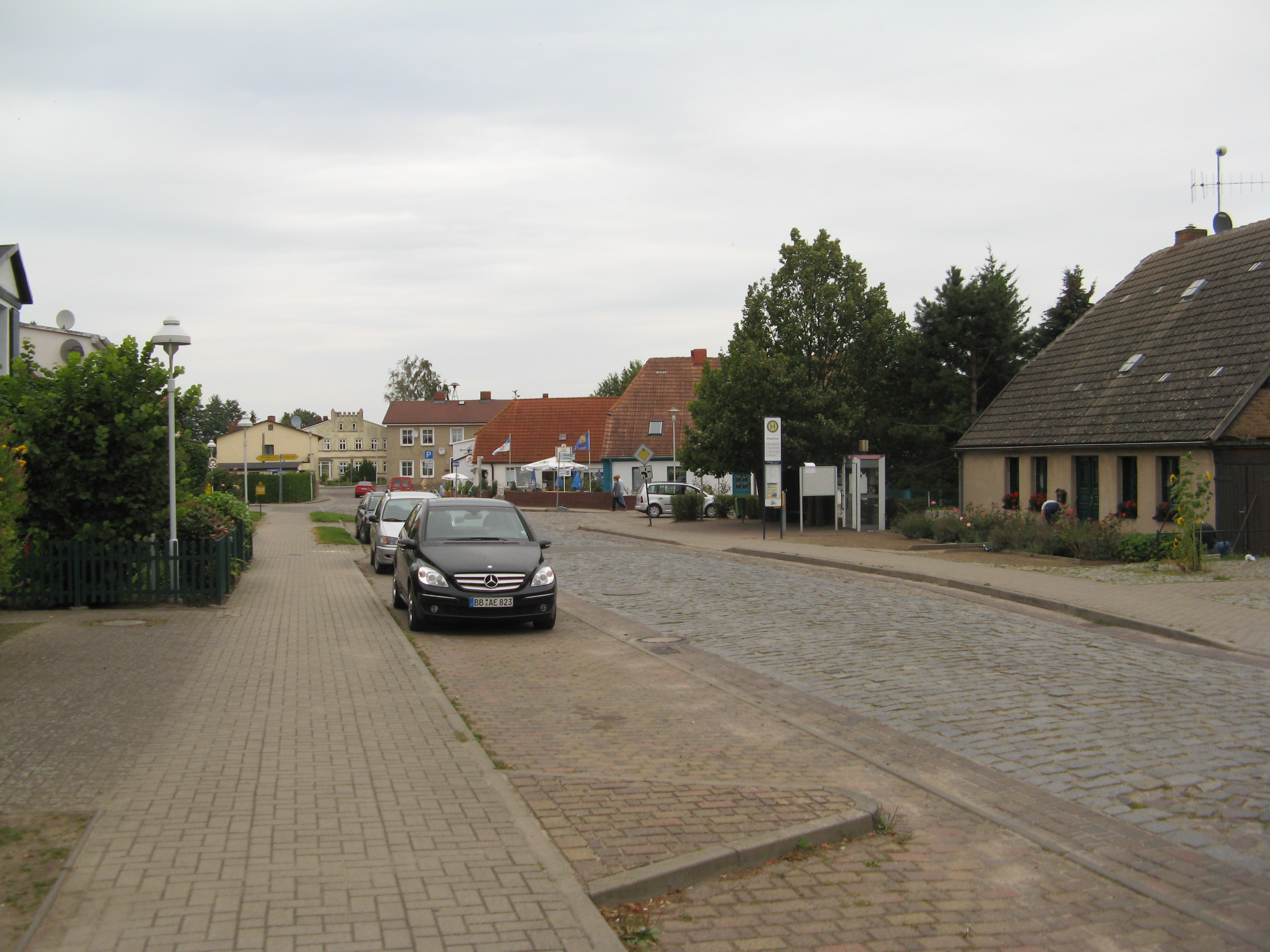
Häuser in Altenkirchen
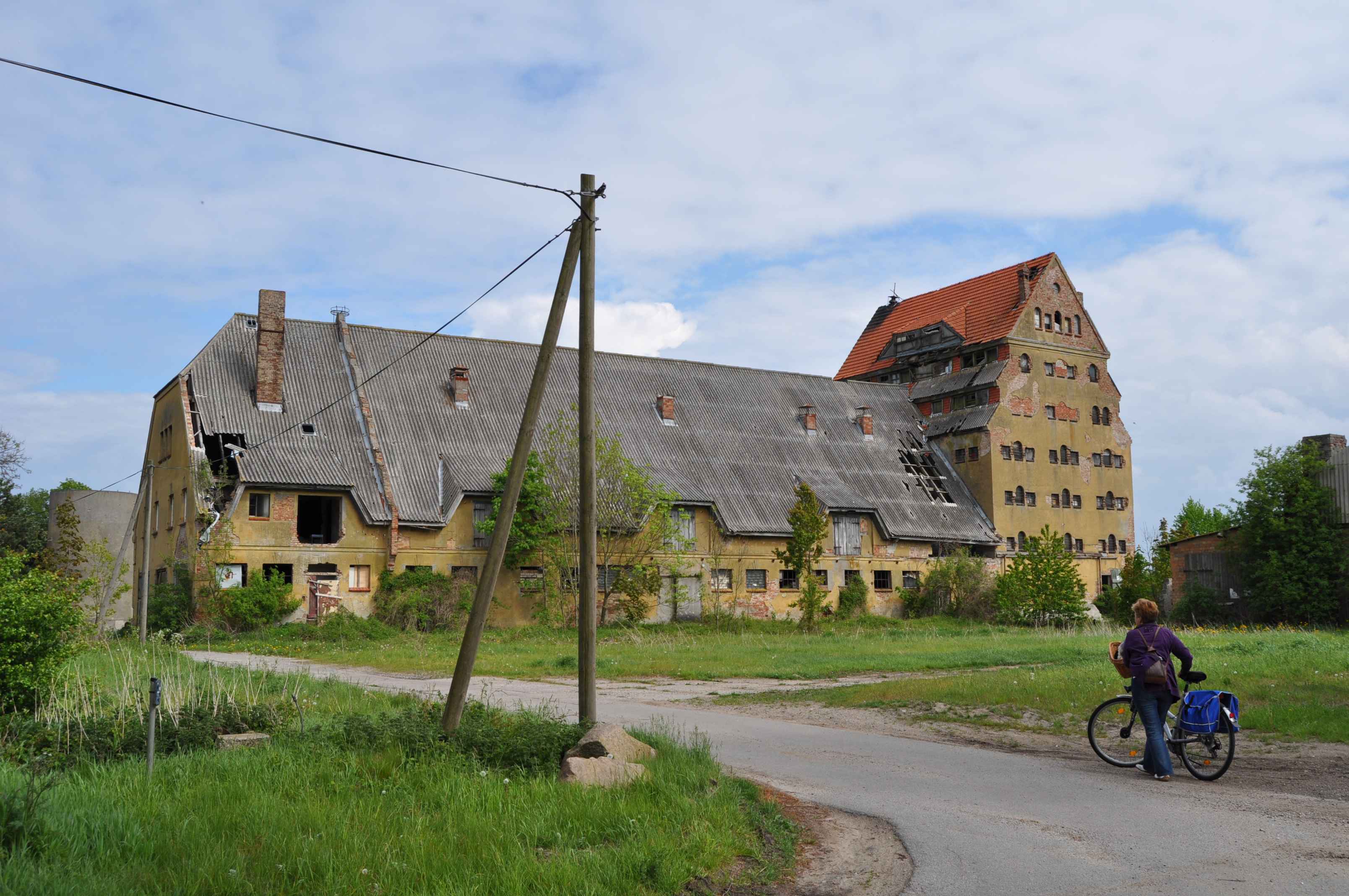
Gutsspeicher in Lanckensburg
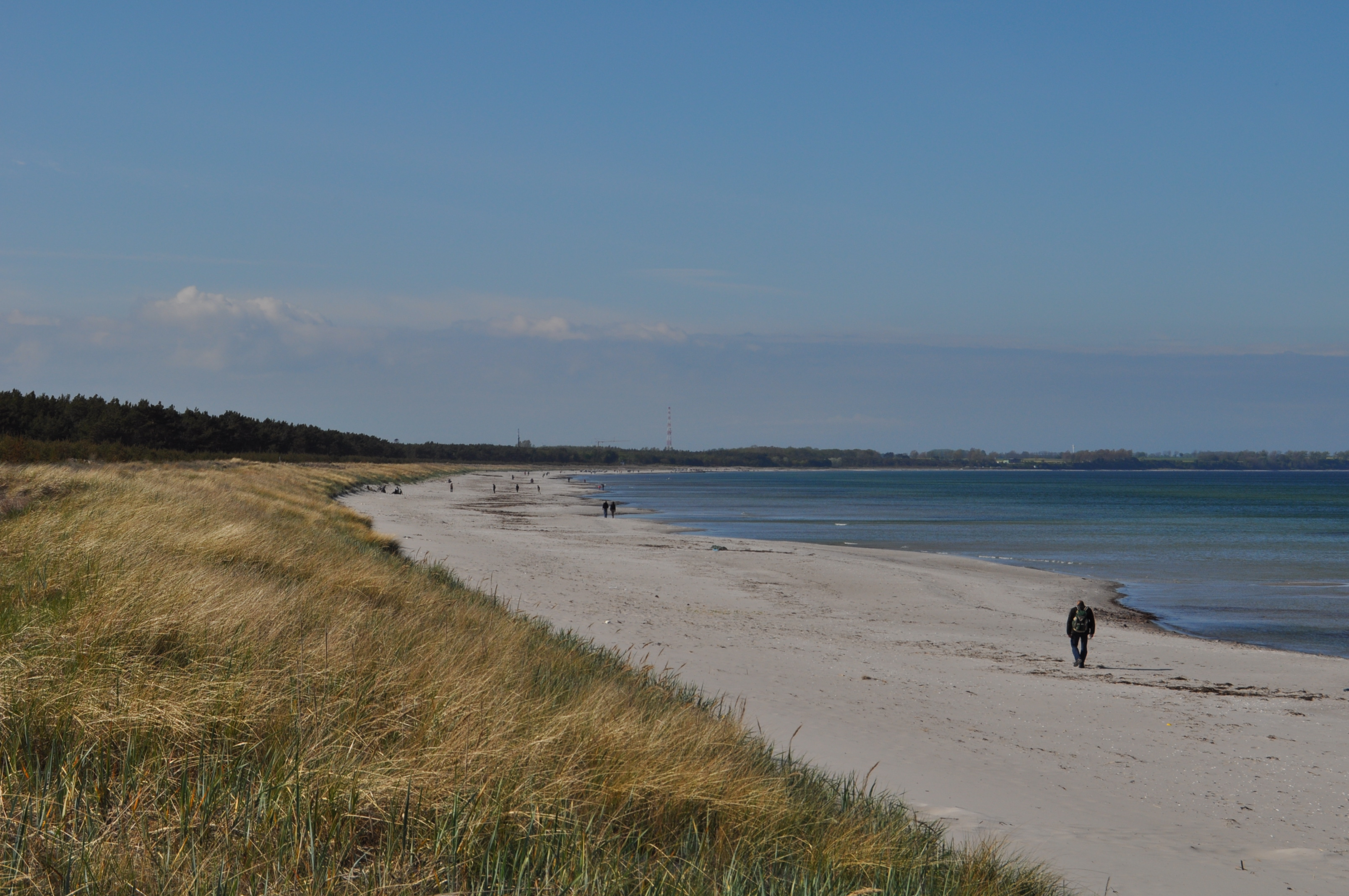
Drewoldke mit Ionensondenstation Juliusruh im Hintergrund
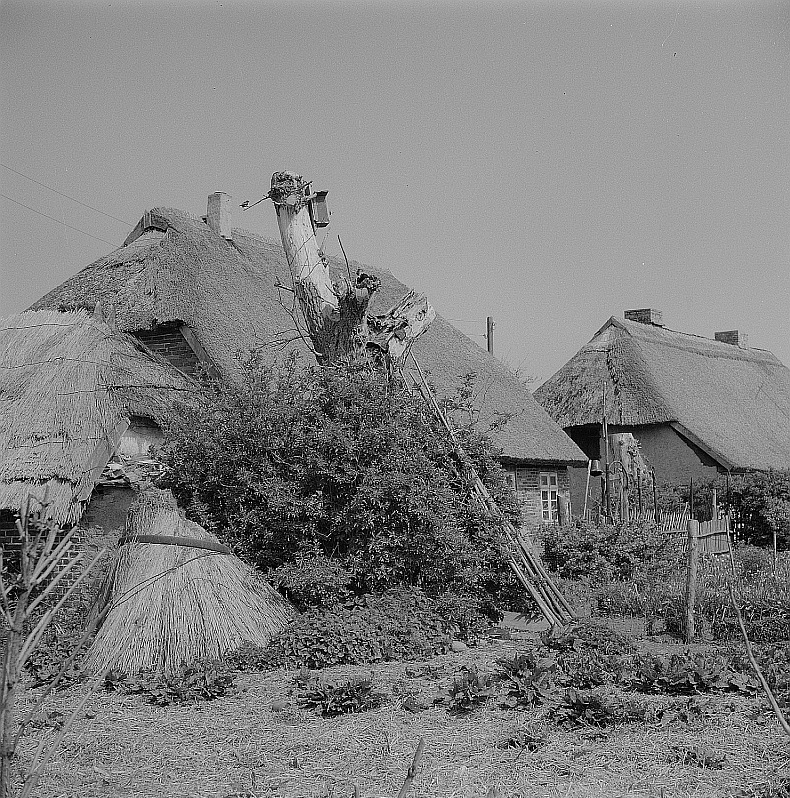
Fischerhäuser in Gudderitz 1962/63
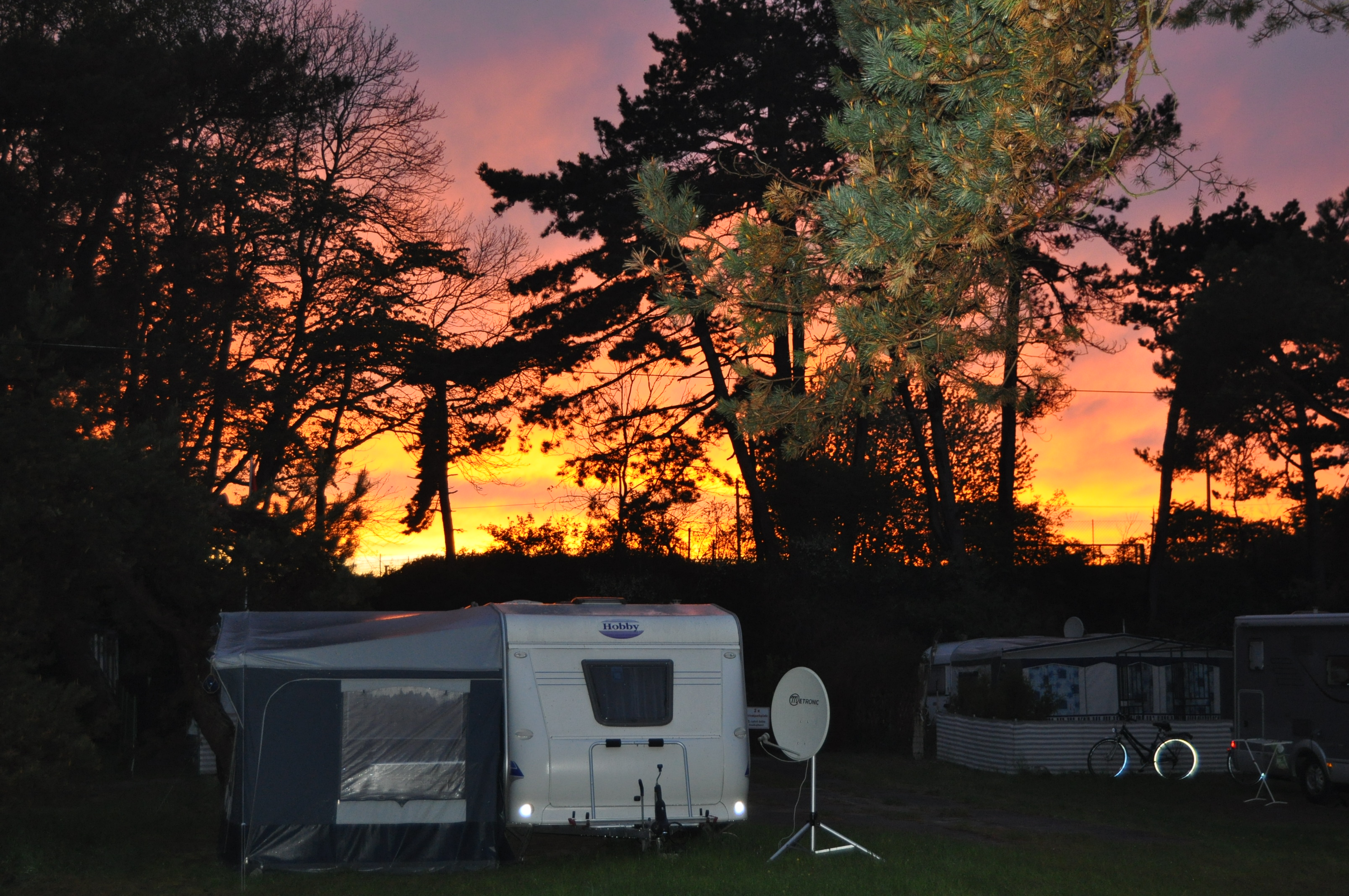
Abendrot über dem Campingplatz Drewoldke

## Persönlichkeiten

### Söhne und Töchter der Gemeinde
- Barthold von Krakevitz (1582–1642), aus Presenke, Theologe, Generalsuperintendent in Pommern
- Gottfried Kosegarten (1792–1860), deutscher Orientalist und Sprachforscher
- Alwill Baier (1811–1892), deutscher Philosoph und Theologe
- Georg Julius Berling (1817–1873), deutscher Arzt, niederdeutscher Schriftsteller
- Otto Fock (1819–1872), aus Schwarbe, deutscher Theologe und Historiker
- Paul Bader (1865–1945), deutscher Politiker (SPD) und Reichstagsabgeordneter
- Paul Lockenvitz (1876–1961), deutscher Politiker (DDP)

### Persönlichkeiten, die vor Ort gewirkt haben
- Ludwig Gotthard Kosegarten (1758–1818), Pastor an der Pfarrkirche
- Friedrich Wilhelm von Schubert (1788–1856), Pastor an der Pfarrkirche
- Oskar von Sydow (1811–1886), Pastor an der Pfarrkirche
- Richard Kabisch (1868–1914), Theologe, als Hilfsprediger und Rektor